# Srpen 2007
1. srpna – středa
 Cena ropy na světových trzích dosáhla rekordních 78,77 dolarů za barel. Za posledních 7 měsíců se cena zvýšila prakticky o 20 dolarů. Hlavním důvodem jsou nízké zásoby ropy v USA, jejichž ekonomika zažívá v poslední době silný růst.
 Vysoký představitel pro Bosnu a Hercegovinu Miroslav Lajčák se v Banja Luce setkal s představiteli Republiky srbské. Jednali především o reformních procesech, ke kterým se země zavázala při přístupu k Smlouvě pro stabilizaci a přidružení EU. Jedním z důležitých bodů byla také reforma policejních sil.
 Rada bezpečnosti OSN schválila vyslání až 26 000 vojáků a policistů do súdánského Dárfúru, kde během posledních 4 let přišlo při etnických konfliktech o život přes 200 000 civilních obyvatel. Jednotky operující pod dvojím mandátem OSN a Africké unie budou moci použít sílu k ochraně civilistů.
2. srpna – čtvrtek
 Ruská expedice Arktika 2007 dosáhla dna Severního ledového oceánu pod severním pólem.
 Česká národní banka rozhodla, že 31. srpna 2008 skončí platnost padesátihaléřových mincí.
 V americkém městě Minneapolis se zřítil most I-35W se 100 vozidly do řeky Mississippi. Prozatím je hlášeno 9 mrtvých.
3. srpna – pátek
 Americký prezident George Bush schválil zákon, který umožňuje cestovaní českých občanů do USA bez víz.
 Míra nezaměstnanosti v České republice je na nejnižší úrovni za posledních 9 let. Celkově se jedná o 274 000 osob, což představuje 5,3 % populace.
4. srpna – sobota
 Na farmě v Surrey jihozápadně od Londýna našli veterináři šedesát nemocných zvířat nakažených slintavkou a kulhavkou.
 Jižní Asie zažívá největší záplavy za posledních 30 let. Postiženo je na 25 milionů obyvatel, hlášeno je 1400 obětí.
5. srpna – neděle
 Ruské vojenské námořnictvo začne sériově vyrábět strategické střely Bulava-M, které budou sloužit jako výzbroj nejmodernějších jaderných ponorek.
 Sněmovna reprezentantů Kongresu Spojených států výrazně snížila částku určenou pro výstavbu středoevropského protiraketového obranného systému. Z původních 310 milionů dolarů, požadovaných prezidentem Bushem, odhlasovali senátoři uvolnění o 139 milionů méně. Je tak ohroženo především rozmístění raket v Polsku.
 Ve věku 80 let zemřel emeritní arcibiskup pařížský Jean-Marie kardinál Lustiger (* 17. září 1926).
6. srpna – pondělí
 Rusko zprovoznilo první soustavu svého protiraketového systému S-400 Triumf, která je rozmístěna kolem Moskvy.
 Evropská komise zakázala veškerý vývoz čerstvého masa, živých zvířat a mléčných produktů z Británie kvůli výskytu slintavky a kulhavky. Londýn už v první reakci na propuknutí nemoci sám zakázal veškeré exporty chovných zvířat, masa a mléka ze země již na konci minulého týdne, kdy se nemoc dobytka objevila poprvé po šesti letech na farmě v jižní Anglii.
 Jeden z rozsáhlých lesních požárů, které sužují jihoevropské státy přímo ohrožoval chorvatský historický přístav Dubrovnik, zapsáný na seznamu kulturního dědictví UNESCO.
7. srpna – úterý
 Státní zástupce zastavil pro nedostatek důkazů trestní stíhání místopředsedy vlády Jiřího Čunka, které bylo vedeno od letošního února. Čunek byl podezřelý z toho, že jako starosta Vsetína přijal v roce 2002 půlmilionový úplatek.
8. srpna – středa
 Evropská komise rozhodla o poskytnutí humanitární pomoci ve výši 10 milionů eur západosaharským uprchlíkům žijícím v táborech v okolí alžírského Tindúfu. Evropská unie je hlavním dárcem humanitární pomoci Sahařanům, kteří v uprchlických táborech žijí již 30 let z důvodu marocké okupace Západní Sahary a následné občanské války.
 Silné zemětřesení zasáhlo indonéský ostrov Jávu; epicentrum leží přibližně 110 km od hlavního města Jakarty. Ke vzniku ničivé vlny tsunami patrně nedojde.
9. srpna – čtvrtek
 Raketoplán Endeavour odstartoval z floridského Mysu Canaveral na misi STS-118 k Mezinárodní kosmické stanici (ISS).
10. srpna – pátek
 Již padesát obětí na životech si vyžádaly ozbrojené střety mezi muslimskými separatisty a vládními jednotkami na ostrově Jolo na jihu Filipín.
12. srpna – neděle
 USA zařadily libanonskou sunnitskou radikální skupinu Fatah al-Islám na seznam teroristických organizací.
 Na 2000 lidí protestuje u londýnského letiště Heathrow proti zamýšlenému rozšíření, kvůli zhoršujícím se klimatickým podmínkám.
13. srpna – pondělí
 Polský premiér Jarosław Kaczyński rozpustil vládní koalici. Na posty ministrů ze stran Sebeobrana a Liga polských rodin jmenoval zástupce ze své strany (Právo a spravedlnost). Jednobarevná menšinová vláda má zemi dovést k předčasným volbám.
 V Číně, v provincii Chu-nan, se zřítil rozestavěný most. Zemřelo 22 lidí a 46 dalších osob je pohřešováno.
 Na trase Moskva-Petrohrad vykolejil vlak. Příčinou byla bomba nastražená na kolejích. Policie událost vyšetřuje jako teroristický čin.
 Hnutí Tálibán propustilo 2 nemocné jihokorejské ženy z celkem 19 zadržovaných.
14. srpna – úterý
 Severní Koreu pustoší deště a záplavy. Zahynulo 214 lidí, postiženo bylo kolem 300 000 lidí, zničeno bylo 46 580 obydlí a 540 mostů. Zaplaveny byly desítky tisíc hektarů zemědělské půdy, čímž bylo ztraceno 11 % úrody rýže a kukuřice, zemi tak hrozí nedostatek potravin.
 Na severu Iráku, v kurdské oblasti, zemřelo v důsledku čtyř sebevražedných útoků nejméně 260 osob. Atentáty byly spáchány pomocí cisternových nákladních automobilů s benzínem nebo naftou. Jde o nejkrvavější útok atentátníků od počátku americké invaze z března roku 2003.
15. srpna – středa
 Šíité a iráčtí Kurdové vytvořili novou vládní koalici, která má zajištěnou většinu v parlamentu.
 Zemětřesení v Peru o síle 8,0 stupňů Richterovy škály zničilo několik měst a na následky zemřelo nejméně 450 lidí.
 USA zařadily Íránské revoluční gardy na seznam teroristických organizací.
 Předsedou Likudu, největší pravicové izraelské strany, byl znovuzvolen Benjamin Netanjahu, bývalý izraelský premiér.
 Indie slaví 60 let nezávislosti, kterou roku 1947 získala na Velké Británii.
17. srpna – pátek
Světové akciové trhy zaznamenávají pomalý vzestup po poklesu způsobeném Americkou krizí trhu s hypotékami
18. srpna – sobota
 Hurikán Dean začal ohrožovat státy v karibské oblasti, stejně jako Tajfun Sepat Čínu a okolní území.
20. srpna – pondělí
 V prvním kole tureckých prezidentských voleb vládní kandidát Abdullah Gül nezískal dostatečnou podporu.
21. srpna – úterý
 Poslanecká sněmovna schválila většinou sto jednoho hlasu vládní návrh reformy veřejných financí.
25. srpna – sobota
 Na řeckém poloostrově Peloponés si lesní požáry vyžádaly už 63 obětí.
27. srpna – pondělí
 Nejnovější poznatky zpochybňují vinu Libye za atentát na let Pan Am 103 nad městečkem Lockerbie.
28. srpna – úterý
 Ve třetím kole tureckých prezidentských voleb byl do funkce zvolen vládní kandidát Abdullah Gül.
30. srpna – čtvrtek
 Hnutí Tálibán propustilo zbývajících sedm jihokorejských dobrovolníků. Stalo se tak na základě jednání se zástupci afghánské a jihokorejské vlády, která slíbila stáhnout ze země svých 200 vojáků a zamezit dalším návštěvám křesťanských misionářů. Tálibán zajal 19. července celkem 23 osob, dva muže zavraždil, ostatní byli propuštěni.